# الآراميون في إسرائيل

العلم الآرامي السرياني المعتمد من بعض الحركات القومية السريانية

الآراميون في إسرائيل، (بالعبرية: ארמים‏)، (بالآرامية: ܐܪ̈ܡܝܐ) هم أقلية المسيحية ناطقة بالعربية مقيمة في إسرائيل وهم يعرفون باسم الآراميين والسريان الآراميين، أو السريان. إنهم يزعمون أنهم ينحدرون من أصول سامية شمالية غربية نشأت في ما يعرف الآن بمنطقة غرب وجنوب ووسط بلاد الشام (آرام التوراتية) خلال الألفية الأولى قبل الميلاد.
يتبنى بعض المسيحيين السريان في الشرق الأوسط هوية عرقية آرامية وما زالت أقلية في سوريا تتحدث لغة آرامية غربية، مع التحدث باللغات الآرامية الشرقية على نطاق واسع. معظم الآراميين في إسرائيل هم من الكنيسة السريانية الأرثوذوكسية أو الكنيسة المارونية. وحتى عام 2014، كان يتم تسجيل الآراميين الذين تم تحديد هويتهم في إسرائيل على أنهم من أصل إثني عربي أو بدون هوية إثنية. ومع ذلك، فمنذ سبتمبر 2014، تكون العائلات أو العشائر المسيحية التي تستطيع التحدث باللغة الآرامية و / أو التي لديها تقاليد أسرية آرامية، مؤهلة للتسجيل كآراميين عرقيين في إسرائيل، مما جعل إسرائيل أول دولة في العالم تعترف بالآراميين كمجتمع حديث.
في أكتوبر 2019، قدرت المنظمة الآرامية المسيحية الإسرائيلية عدد المواطنين الإسرائيليين المؤهلين للحصول على الانتماء الآرامي بنحو 15 ألف. واعتبارًا من عام 2017، تم تسجيل 16 شخصًا على أنهم آراميون.

## التاريخ
يعتقد أن إبراهيم والد التوحيد الغربي، من أصل آرامي. كما يعتبره اليهود والمسيحيين بطريرك الشعب اليهودي. إبراهيم ابنه إسحاق وحفيده يعقوب، كما أن أصل كل زوجاته آرامي: (على التوالي، ريبيكا، وليا، وراحيل)، الذي نشأ من المنطقة الآرامية لفدان أرام. يعود الوجود الآرامي في إسرائيل إلى 1100 قبل الميلاد، عندما خضع أغلب أرض إسرائيل، وفقًا للتسلسل الزمني الحرفي للكتاب المقدس كما هو مكتوب في سفر القضاة، للحكم الآرامي لمدة ثماني سنوات، حتى هزم عثنيئيل القوات التي قادها تشوشان ريشاثايم، ملك آرام نهرين.
بعد تحول الآراميين إلى المسيحية السريانية، فقد صاروا مشاركين في عملية توسيع المسيحية عبر الشرق الأوسط، والتي أسفرت عن العديد من بناء الأديرة السريانية والكنائس خصوصًا في القدس وبيت لحم من بين أقدمهم هو دير مار مرقس (القدس). ووفقًا لنقش من القرن 6، موجود في دير مار مرقس في القدس، عثر عليه أثناء عملية ترميم في عام 1940، فإن الكنيسة مبنية على الموقع القديم لبيت ماري، والدة القديس مرقس الإنجيلي (أعمال 00:12) ومكان العشاء الأخير للمسيح مع تلاميذه. يعتقد بعض المسيحيين أن العشاء الأخير أقيم في العلية قريب على جبل صهيون.
في حوالي 1831، بدأت أعداد كبيرة من المسيحيين السريان في الهجرة إلى إسرائيل كحجاج واستقروا هناك، ومعظمهم من منطقة طور عبدين. وخلال مذابح سيفو حدثت هجرة جماعية كبيرة من الطور عبدين، حيث استقر المهاجرين أساسًا في القدس وبيت لحم وبأعداد أقل في أريحا والناصرة. كما أنهم شيدوا كنيسة مريم العذراء في بيت لحم بين عامي 1922 و1928 في الربع السرياني.
بعد ظهور الصهيونية واحتلال إسرائيل للقدس عام 1967، تم طرد مئات من المسيحيين السريان وأعطيت والمنازل والمحلات التجارية الخاصة للمستوطنين اليهود. فر آلاف من الآراميين إلى الأردن أو الغرب في الفوضى التي تلت ذلك. تشير التقديرات إلى أن 65% من السكان السرياني المسيحيين غادروا نهائيًا. اليوم، صارت منطقة الربع السرياني جزءً من الربع الأرمني واليهودي - حيث توسعت لعدة مرات من حجمها الأصلي من خلال نزع ملكية 6000 من السكان غير اليهود.

## الدين
الآراميين هم في الغالب مسيحيون من الطقس السرياني الشرقي والغربي. غالبية الآراميين في إسرائيل هم من أتباع الكنيسة السريانية الأرثوذكسية والكنيسة السريانية المارونية.

### الكنيسة السريانية الكاثوليكية
للكنيسة السريانية الكاثوليكية اكشريتية بطريركية تشكلت في عام 1892 ومقرها كنيسة القديس تونا في القدس. واعتبارًا من عام 2015، هناك 3 أبرشيات في إسرائيل مع ما يقدر بنحو 3,000 من الأتباع.

### الكنيسة السريانية الأرثوذكسية
إن الكنيسة السريانية الأرثوذكسية هي أكبر كنيسة آرامية في إسرائيل وبشكل عام، ويغطيها رئيس أساقفة إسرائيل وفلسطين والأردن تحت التوجيه والإرشاد الروحيين لرئيس الأساقفة جبرائيل داهو.
أبرز دير في إسرائيل هو دير القديس مرقس في القدس. تتمتع الكنيسة السريانية الأرثوذكسية أيضًا بالحقوق في كنيسة القبر المقدس وحقوقًا صغيرة في قبر السيدة العذراء حيث يمتلكون مذبحًا على الجانب الغربي من الموقع المقدس.

## التركيبة السكانية
في يوليو 2016، قدّر مقال في صحيفة هآرتس عدد المسيحيين الإسرائيليين المؤهلين للتسجيل كآراميين في إسرائيل بـ13 ألف. في أكتوبر 2019، قدرت المنظمة الآرامية المسيحية الإسرائيلية عدد المواطنين الإسرائيليين المؤهلين للحصول على الانتماء الآرامي بنحو 15 ألف.

## الاعتراف في إسرائيل
في سبتمبر 2014، أصدرت وزير الداخلية جدعون سار تعليمات إلى هيئة هجرة السكان والحدود بالاعتراف بالأراميين على أنهم عرقيون منفصلون عن عرب إسرائيل. وفقًا لتوجيهات وزارة الداخلية، يحق للأشخاص المولودين في أسر مسيحية ناطقة باللغة العربية أو عشائر لها تراث ثقافي آرامي أو ماروني داخل أسرتها التسجيل كآراميين. ويعتقد أن حوالي 200 أسرة مسيحية مؤهلة قبل هذا القرار. وفقًا لمقال صادر في 9 أغسطس 2013 بعنوان في صحيفة إسرائيل هيوم، فقد كان في ذلك الوقت ما يقدر بنحو 10500 شخص مؤهل للحصول على وضع عرقي آرامي وفقًا للوائح الجديدة، بما في ذلك 10 آلاف من الموارنة (من بينهم 2000 عضو سابق في جيش لبنان الجنوبي)، و500 كاثوليكي سرياني، و1500 أعضاء آراميون في الكنيسة السريانية الأرثوذكسية (التي كانت قبل ذلك مسجلة باسم «الآشوريين»)
كان أول شخص يحصل على الوضع العرقي «الآرامي» في إسرائيل يبلغ من العمر عامين وهو يعقوب حالول في الجش في 20 أكتوبر 2014.
في عام 2019، قضت محكمة إسرائيلية بأنه يمكن للأقليات الآرامية اختيار تعليم يهودي أو عربي، بدلًا من مطالبة الأطفال ذوي الهوية الآرامية بالتسجيل تلقائيًا في مدارس اللغة العربية.

### الجدل
تسبب الاعتراف بالأصل العرقي الآرامي في ردود فعل متباينة بين الأقليات الإسرائيلية والجالية المسيحية وبين عامة السكان العرب الإسرائيليين.
بينما احتفل البعض بنجاح كفاحهم القانوني الطويل للاعتراف بهم كأقلية عرقية غير عربية، ندد ممثلو البطريركية الأرثوذكسية اليونانية رسميًا بهذه الخطوة. ندد أعضاء آخرون في المجتمع العربي في إسرائيل بأنها محاولة لتقسيم المسيحيين العرب.
ينادي الكثيرون في الأوساط الأكاديمية الإسرائيلية بالاعتراف بالهوية الآرامية ودعوا حكومة إسرائيل إلى تعزيز الوعي بشأن هذه القضية على أساس المبدأ الدولي لتقرير المصير العرقي الذي أقرته مبادئ ويلسون الأربعة عشر. أحد أقوى المؤيدين للاعتراف بالهوية الآرامية هو الأب جبرائيل نداف، وهو أحد قادة المسيحيين في إسرائيل. دعا نيابة عن أتباعه الآراميين وشكر قرار وزارة الداخلية بأنه «خطوة تاريخية».